# RH+, el vampiro de Sevilla
RH+, El Vampiro de Sevilla es una película animada española de 2007 dirigida por Antonio Zurera, cocreador de Dragon Hill. Escribió el guion junto con David Feiss, creador de Vaca y Pollo.
- Datos: Q6095738